# ووزنیکا
ووزنیکا (به لاتین: Vuzenica) یک منطقهٔ مسکونی در اسلوونی است که در اسلوونی واقع شده‌است. ووزنیکا ۵۰٫۱ کیلومتر مربع مساحت و ۲٬۶۴۹ نفر جمعیت دارد.